# جاكي أوتس
جاكي أوتس (بالإنجليزية: Jackie Oates) هي عازفة كمان ‏ بريطانية، ولدت في 1983 في كونجليتون في المملكة المتحدة.

## وصلات خارجية
- الموقع الرسمي
- جاكي أوتس على موقع ميوزك برينز (الإنجليزية)
- جاكي أوتس على موقع أول ميوزيك (الإنجليزية)
- جاكي أوتس على موقع ديسكوغز (الإنجليزية)